# Euscelidia procula
Euscelidia procula là một loài ruồi trong họ Asilidae. Euscelidia procula được Walker miêu tả năm 1849.